# Ferrari 158
El Ferrari 158, o Ferrari 1512, fue un monoplaza de Fórmula 1 diseñado por Scuderia Ferrari en el año 1964 como sucesor del coche de 6 cilindros el Ferrari 156 F1. Como en las competiciones británicas tenía un motor V8. John Surtees ganó su único título mundial de pilotos en el año 1964 con este coche.

## Un Ferrari en blanco y azul
Curiosamente, Ferrari ganó el mundial de 1964 compitiendo en las dos últimas carreras no con el color Rosso corsa que caracteriza a la escudería sino en blanco y azul, ya que el coche en esas dos últimas carreras no salió de la fábrica italiana, sino del equipo norteamericano NART. Esto se hizo como protesta por las disputas entre Ferrari y las autoridades italianas de automovilismo que rechazaban la homologación del motor central en los coches de Ferrari.

## Ferrari 1512
Como Honda con el Honda RA271, Ferrari llegó a competir con un motor bóxer de 12 cilindros y 1489 centímetros cúbicos, llamado 1512 o 512 F1. En los años 1964 y 1965, se utilizaron ambos coches (el V8 y el V12).

## Resultados

### Fórmula 1
(Clave) (negrita indica pole position) (cursiva indica vuelta rápida)

| Año     | Equipo                     | Chasis | Motor           | Neu. | Pilotos             | 1   | 2   | 3   | 4   | 5   | 6   | 7   | 8   | 9   | 10  | Puntos  | Pos. |
| ------- | -------------------------- | ------ | --------------- | ---- | ------------------- | --- | --- | --- | --- | --- | --- | --- | --- | --- | --- | ------- | ---- |
| 1964    | Scuderia Ferrari SpA SEFAC | 158    | 205B 1.5 V8     | D    |                     | MON | NED | BEL | FRA | GBR | GER | AUT | ITA | USA | MEX | 45 (49) | 1.º  |
| 1964    | Scuderia Ferrari SpA SEFAC | 158    | 205B 1.5 V8     | D    | Lorenzo Bandini     |     | Ret | Ret | 9   |     |     |     | 3   |     |     | 45 (49) | 1.º  |
| 1964    | Scuderia Ferrari SpA SEFAC | 158    | 205B 1.5 V8     | D    | John Surtees        | Ret | 2   | Ret | Ret | 3   | 1   | Ret | 1   |     |     | 45 (49) | 1.º  |
| 1964    | North American Racing Team | 158    | 205B 1.5 V8     | D    | John Surtees        |     |     |     |     |     |     |     |     | 2   | 2   | 45 (49) | 1.º  |
| 1964    | North American Racing Team | 1512   | 207 1.5 Flat-12 | D    | Lorenzo Bandini     |     |     |     |     |     |     |     |     | Ret | 3   | 45 (49) | 1.º  |
| 1965    | Scuderia Ferrari SpA SEFAC | 158    | 205B 1.5 V8     | D    |                     | RSA | MON | BEL | FRA | GBR | NED | GER | ITA | USA | MEX | 26 (27) | 4.º  |
| 1965    | Scuderia Ferrari SpA SEFAC | 158    | 205B 1.5 V8     | D    | John Surtees        | 2   | 4   | Ret | 3   |     |     |     |     |     |     | 26 (27) | 4.º  |
| 1965    | Scuderia Ferrari SpA SEFAC | 158    | 205B 1.5 V8     | D    | Nino Vaccarella     |     |     |     |     |     |     |     | 12  |     |     | 26 (27) | 4.º  |
| 1965    | Scuderia Ferrari SpA SEFAC | 158    | 205B 1.5 V8     | D    | Lorenzo Bandini     |     |     |     |     | Ret | 9   | 6   |     |     |     | 26 (27) | 4.º  |
| 1965    | Scuderia Ferrari SpA SEFAC | 1512   | 207 1.5 Flat-12 | D    | Lorenzo Bandini     | 15  | 2   | 9   | 8   |     |     |     | 4   | 4   | 8   | 26 (27) | 4.º  |
| 1965    | Scuderia Ferrari SpA SEFAC | 1512   | 207 1.5 Flat-12 | D    | John Surtees        |     |     |     |     | 3   | 7   | Ret | Ret | INJ | INJ | 26 (27) | 4.º  |
| 1965    | Scuderia Ferrari SpA SEFAC | 1512   | 207 1.5 Flat-12 | D    | Ludovico Scarfiotti |     |     |     |     |     |     |     | DNP |     |     | 26 (27) | 4.º  |
| 1965    | North American Racing Team | 1512   | 207 1.5 Flat-12 | D    | Ludovico Scarfiotti |     |     |     |     |     |     |     |     |     | DNP | 26 (27) | 4.º  |
| 1965    | North American Racing Team | 1512   | 207 1.5 Flat-12 | D    | Pedro Rodríguez     |     |     |     |     |     |     |     |     | 5   | 7   | 26 (27) | 4.º  |
| 1965    | North American Racing Team | 158    | 205B 1.5 V8     | D    | Bob Bondurant       |     |     |     |     |     |     |     |     | 9   |     | 26 (27) | 4.º  |
| Fuente: |                            |        |                 |      |                     |     |     |     |     |     |     |     |     |     |     |         |      |

## Galería de imágenes

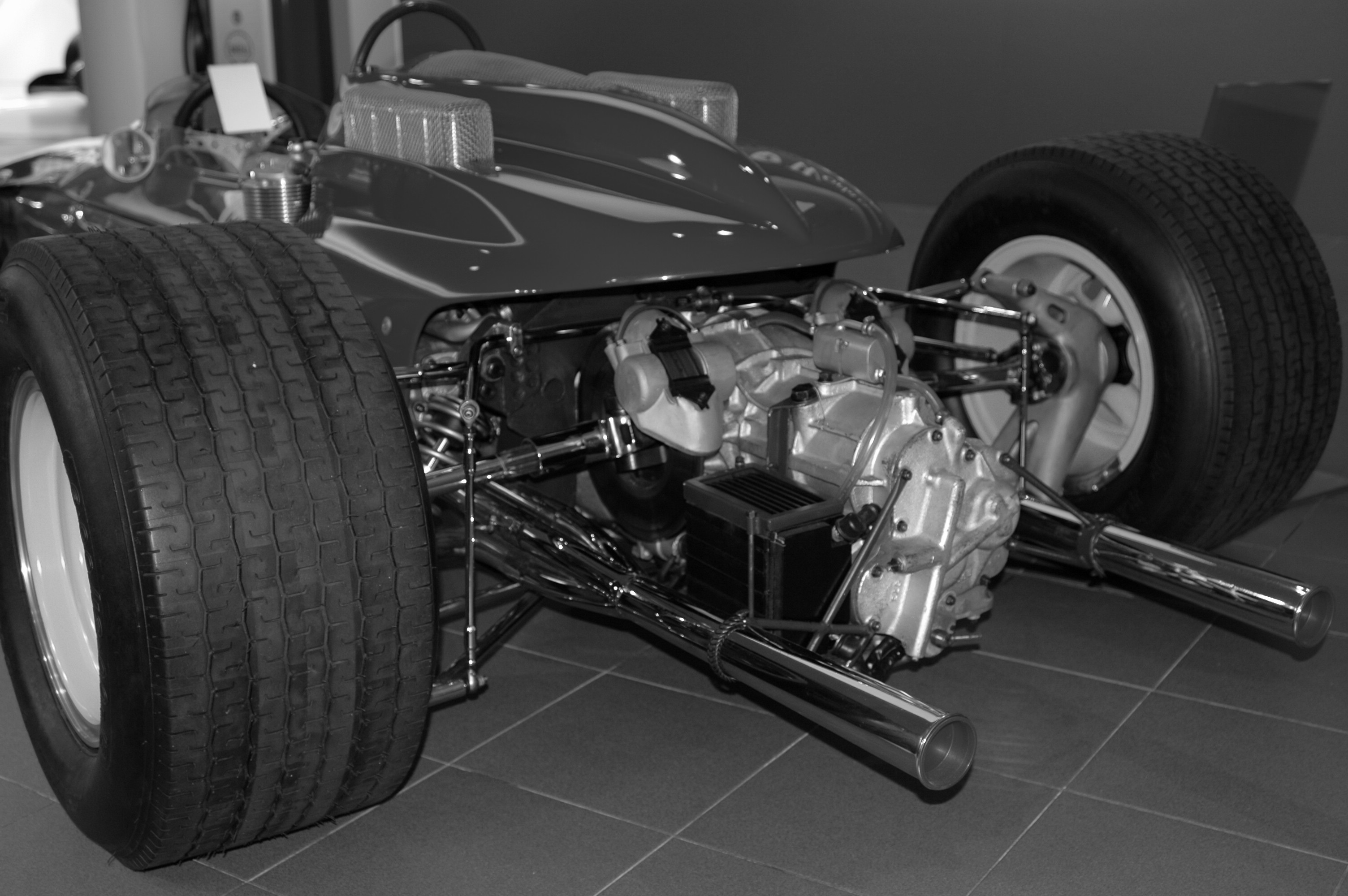
Parte trasera
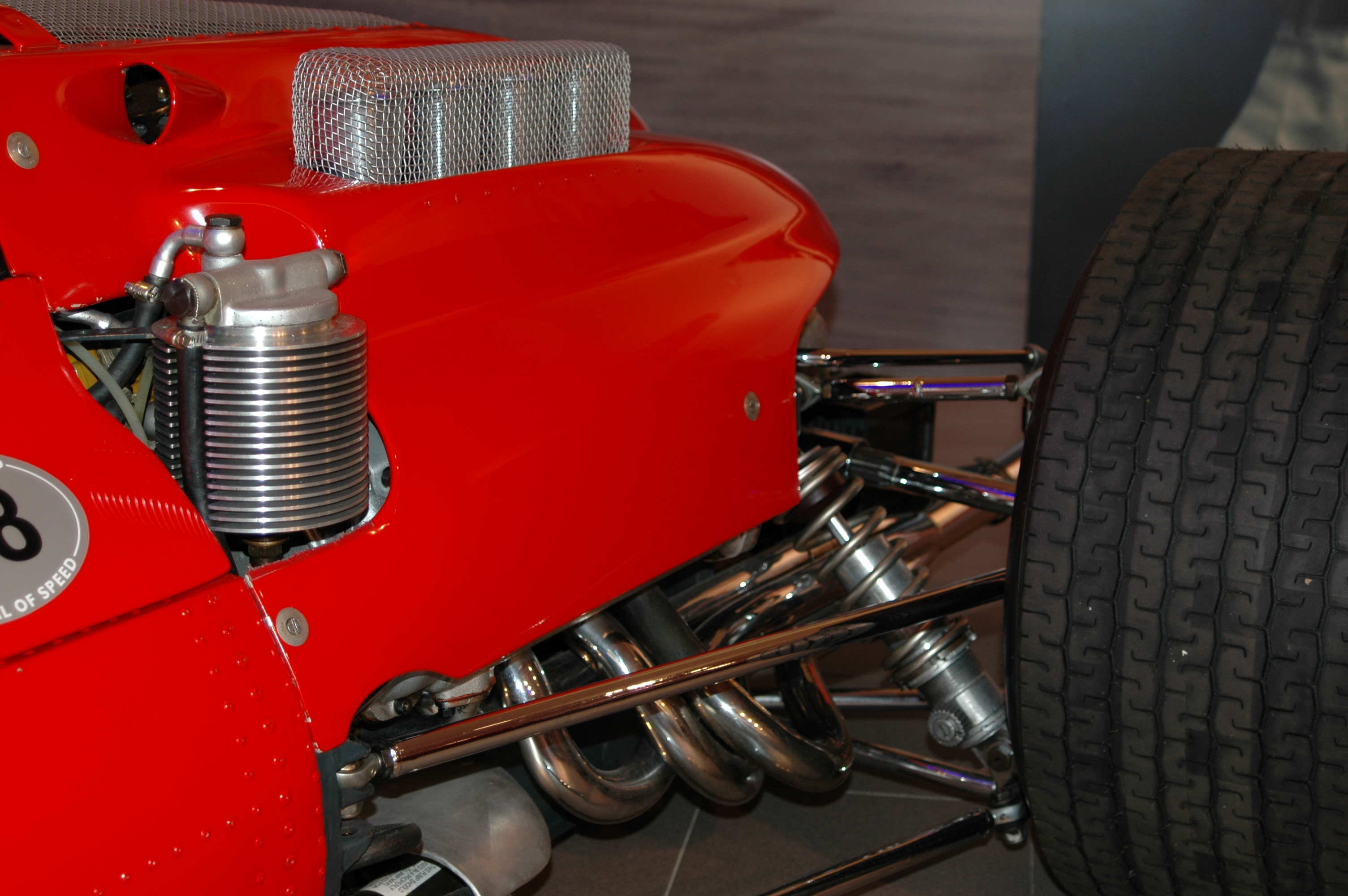
Suspensión
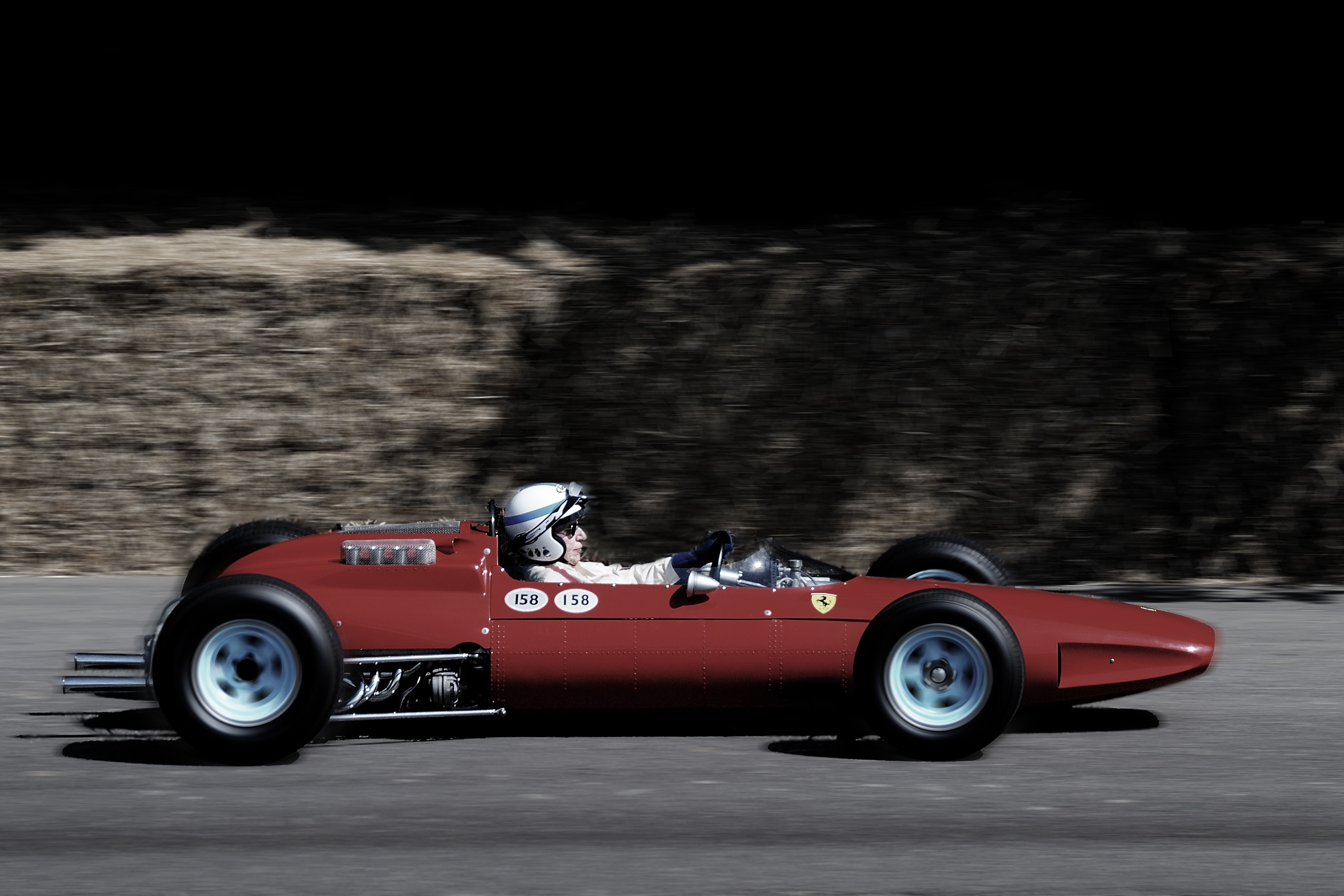
Surtees en el Ferrari 158, Festival de GoodWood 2010